# فتح الرحمن بكشف ما يلتبس من القرآن
فتح الرحمن بكشف ما يلتبس من القرآن لشيخ الإسلام زكريا الأنصاري (ت 926هـ)، كتاب في التفسير، وضح فيه المؤلف ما يلتبس من آيات القرآن الكريم، ليبرز الفوائد التي احتواها، وليكشف عن دقائق أسرار القرآن، في تعبيره الرفيع، وبيانه المعجز.
يقول زكريا الأنصاري في مقدمة الكتاب:

## طبعات الكتاب
- طُبع جزء من هذا الكتاب على هامش التفسير المسمًى السراج المنير للخطيب الشربيني، ولكنه لم يكن كاملاً، وإِنما هو لبعض سورٍ كريمة، من أول سورة البقرة إلى نهاية سورة التوبة.
- طبع بتحقيق الشيخ محمد علي الصابوني، دار القرآن الكريم، بيروت.
- طبع بتحقيق عبد الحميد الهنداوي، دار ابن الجوزي.